# Onciale 0211
- Papyrus
- Onciale
- Minuscules
- Lectionnaire

Le Codex 0211, portant le numéro de référence 0211 (Gregory-Aland), ε 051 (Soden), est un manuscrit du Nouveau Testament sur parchemin écrit en écriture grecque onciale. Il contient le texte des quatre Évangiles.

## Description
Le codex se compose de 258 folios. Il est écrit en deux colonnes, de 8 lignes par colonne. Les dimensions du manuscrit sont 27 x 19,5 cm,. Les paléographes datent ce manuscrit du VIIe siècle.
C'est un manuscrit contenant le texte des quatre Évangiles.
Le texte du codex représenté type byzantin. Kurt Aland le classe en Catégorie V. 
Lieu de conservation
Il est conservé au Centre national des manuscrits de Géorgie (gr. 27) à Tbilissi,.
Le manuscrit a été examiné par Kurt Treu.